# Turczynci
Turczynci (ukr. Турчинці, Turczyńce) – wieś na Ukrainie, w obwodzie chmielnickim, w rejonie gródeckim.

## Dwór
- parterowy dwór wybudowany w połowie XIX w. przez Tytusa Iwanowskiego[1]; położony w parku[2]. W wyposażeniu: biblioteka liczącą kilka tysięcy woluminów, meble z poł. XVIII w., obrazy m.in. ze szkoły Rembrandta i cudowny obraz Matki Bożej z kaplicy z Rajgródka, porcelanowy serwis na 6 osób pomalowany we wzory chińskie z monogramami króla Polski Augusta II Mocnego, zegary z brązu[2].
- kamienny spichlerz (obok dworu) wybudowany na planie litery U, stary dworek kryty wysokim dachem z gontu[3].